# Like That
A Like That Future amerikai rapper és Metro Boomin amerikai producer dala, amin közreműködött Kendrick Lamar amerikai rapper. A harmadik kislemezként jelent meg 2024. március 26-án az első kettő We Don’t Trust You című albumáról, a Freebandz (Wilburn Holding Co.), a Boominati Worldwide, az Epic Records és a Republic Records kiadókon keresztül.
A dal egyetlen producere Metro Boomin, a három előadó együtt írta a dalt Kobe Hooddal, illetve a Rodney-O & Joe Cooley is meg van említve az albumjegyzetekben, mivel a dal feldolgozza 1986-os számukat, az Everlasting Bass-t. Ezek mellett felhasznál még elemeket Eazy-E 1989-es Eazy-Duz-It kislemezéből és Michel’le hangját. A dal egy remixe is megjelent, a ¥$ supergrouppal, amelynek tagjai Kanye West és Ty Dolla Sign.
A dal stílusát tekintve trap és hardcore hiphop, ami ütőhangszerekre épül. A számot méltatták zenekritikusok, főleg Lamar teljesítményét kiemelve. Versszaka, ami nagy médiafigyelmet vonzott, beszólás Drake és J. Cole rappereknek, válaszként 2023-as dalukra, a First Person Shooterre. A Like That kereskedelmileg is sikeres volt, a Billboard Hot 100, a Global 200 és a Hot R&B/Hip-Hop Songs listák első helyén debütált. Future és Lamar harmadik első helyezettje volt, míg Metro Boomin elsője, mint előadó. Több más országban is a listák első helyeit foglalta el.

## Háttér
2023. október 6-án Drake kiadta First Person Shooter című dalát, For All the Dogs albumán, J. Cole rapperrel, amiben az utóbbi önmagát, Drake-et és Lamart listázta, mint a modern rap három legjobb előadója. Drake ezek mellett 2023 decemberében beszólt Metro Boominnak.

## Kompozíció
A Like That egy trap és hardcore hiphop dal, ami gyors ütőhangszerekre és basszusra épült. Két dalt dolgoz fel, a Rodney-O & Joe Cooley Everlasting Bass számát, illetve Eazy-E Eazy-Duz-It kislemezét. Metro Boomin, akinek példaképe volt a korábbi csoport, kiadóján keresztül lépett kapcsolatba Rodney-O-val és megkérte a dal használatára. Rodney-O-nak csak egy olyan verziót mutatott meg, amin nem volt hallható Lamar.
A dalszöveget tekintve Lamar közvetlenül válaszol a First Person Shooterre, felszólítva a két rappert, hogy, ha be akarnak szólni, akkor azt közvetlenül tegyék, illetve elutasította J. Cole listáját, azt rappelve, hogy „Motherfuck the big three, nigga it’s just big me.” A versszakban rivalizálását Drake-kel Prince és Michael Jacksonéhoz hasonlítja, mivel magához hasonlóan Prince-et általában a zeneileg kiemelkedőbb és több művészi értékkel rendelkező előadónak tekintik, míg Jackson kereskedelmileg sikeresebb volt, hozzátéve, hogy Prince hét évvel túlélte Jacksont, az utóbbi 2016-ban halt meg. Drake a First Person Shooter végén is hasonlította magát Jacksonhoz és Lamar is hasonlította magát korábban Prince-hez.

## J. Cole és Drake válaszai
Április 5-én, Might Delete Later mixtape-jén J. Cole visszaszólt Lamarnak, a 7 Minute Drill dalon. Két nappal később viszont bocsánatot kért az amerikai rappertől és letörölte a dalt minden streaming platformról.
Április 13-án kiszivárgott az internetre Drake válasza, ami nem hivatalosan a Push Ups vagy a Drop and Give Me 50 címet viselte, és Future-t, Metro Boomint, Lamart, The Weeknddet és Rick Ross-t célozta. A dalnak két verziója szivárgott ki, az első a Junior M.A.F.I.A. Get Money dalát dolgozta fel, amit korábban Tupac Shakur is használt Hit ’Em Up diss trackjén, míg a másodikban nem szerepelt a hangminta és egy hosszabb kivezetéssel rendelkezett. Április 19-én Drake hivatalosan is kiadta a Push Ups utóbbi verzióját.
Még ugyanazon a napon Drake megosztott egy második dalt is, Taylor Made Freestyle címen, Instagramon és Twitteren. A dalban mesterséges intelligenciával imitálta Tupac Shakur és Snoop Dogg hangját, illetve hivatkozott Taylor Swift The Tortured Poets Department albumára, ami egy napon jelent meg a dallal. A számot Drake később letörölte jogi problémák miatt, aminek központjában Shakur hangja engedély nélküli használata volt.

## Slágerlsiták
| Slágerlista (2024)                       | Legmagasabb pozíció |
| ---------------------------------------- | ------------------- |
| Ausztrália (ARIA)                        | 8                   |
| Ausztrália (ARIA Hip Hop/R&B)            | 1                   |
| Ausztria (Ö3 Austria Top 40)             | 18                  |
| Csehország (Singles Digitál Top 100)     | 23                  |
| Dánia (Tracklisten)                      | 21                  |
| Dél-Afrika (Billboard)                   | 2                   |
| Dél-Afrika (TOSAC)                       | 2                   |
| Egyesült Arab Emírségek (IFPI)           | 2                   |
| Egyesült Királyság (UK Singles Chart)    | 6                   |
| Egyesült Királyság (UK R&B Chart)        | 1                   |
| Egyiptom (IFPI)                          | 17                  |
| Észak-Afrika (IFPI)                      | 5                   |
| Finnország (Singlet Top 20)              | 32                  |
| Franciaország (SNEP)                     | 66                  |
| Global 200 (Billboard)                   | 1                   |
| Hollandia (Single Top 100)               | 31                  |
| Horvátország (Billboard)                 | 23                  |
| Írország (IRMA)                          | 10                  |
| Izland (Plötutíðindi)                    | 3                   |
| Kanada (Canadian Hot 100)                | 1                   |
| Közel-Kelet és Észak-Afrika (IFPI)       | 1                   |
| Lengyelország (Polish Streaming Top 100) | 24                  |
| Lettország (LAIPA)                       | 4                   |
| Litvánia (AGATA)                         | 8                   |
| Luxembourg (Billboard)                   | 5                   |
| Magyarország (Single Top 40)             | 23                  |
| Németország (Media Control Charts)       | 65                  |
| Nigéria (TurnTable Top 100)              | 54                  |
| Norvégia (VG-lista)                      | 13                  |
| Olaszország (FIMI)                       | 76                  |
| Portugália (AFP Top 100 Singles)         | 11                  |
| Románia (Billboard)                      | 6                   |
| Svájc (Schweizer Hitparade)              | 6                   |
| Svédország (Sverigetopplistan)           | 46                  |
| Szaúd-Arábia (IFPI)                      | 2                   |
| Szingapúr (RIAS)                         | 22                  |
| Szlovákia (Singles Digitál Top 100)      | 13                  |
| US Billboard Hot 100                     | 1                   |
| US Hot R&B/Hip-Hop Songs (Billboard)     | 1                   |
| US Rhythmic (Billboard)                  | 1                   |
| Új-Zéland (Recorded Music NZ)            | 2                   |

## Minősítések
| Régió                                                            | Minősítés    | Eladott példányszám |
| ---------------------------------------------------------------- | ------------ | ------------------- |
| Ausztrália (ARIA)                                                | Aranylemez   | 35 000‡             |
| Kanada (Music Canada)                                            | Platinalemez | 80 000‡             |
| Új-Zéland (RMNZ)                                                 | Aranylemez   | 15 000‡             |
| ‡ Eladási+streaming példányszámok kizárólag a minősítés alapján. |              |                     |

## Remix
A Like That Remix 2024. április 20-án lett bemutatva, Kanye West és Ty Dolla Sign közreműködésével, a ¥$ csoportként. Később hallható volt Justin LaBoy The Download podcastján. A dal hivatalosan másnap jelent meg West weboldalán, a Yeezy.com-on, egy videóként.
Lamar nem szerepel a dalon. A remixen hallhatók az Internazionale Milano ultrái, akik szerepeltek a duó Carnival dalán is.